# ناحیه ورمنتویل، شهرستان ایتن، میشیگان
ناحیه ورمنتویل، میشیگان (به انگلیسی: Vermontville Township, Michigan) یک سکونتگاه مسکونی در ایالات متحده آمریکا است که در شهرستان ایتون، میشیگان واقع شده‌است.

## خصوصیات
ناحیه ورمنتویل ۹۴٫۲ کیلومترمربع مساحت و ۲٬۱۰۰ نفر جمعیت دارد و ۲۸۶ متر بالاتر از سطح دریا واقع شده‌است.